# Pila Huittu
Pila Huittu är en sjö i Bolivia.   Den ligger i departementet Cochabamba, i den centrala delen av landet, 160 km norr om huvudstaden Sucre. Pila Huittu ligger 3 760 meter över havet.
Trakten runt Pila Huittu består i huvudsak av gräsmarker. Runt Pila Huittu är det glesbefolkat, med 10 invånare per kvadratkilometer.